# Dumitru Țiganiuc
Dumitru Țiganiuc (n. 24 martie 1941 – d. 6 august 2017) a fost un poet român, membru al Uniunii Scriitorilor din România.

## Biografie
Țiganiuc Dumitru s-a născut la 24 martie 1941 în comuna Ripiceni, județul Botoșani. A absolvit Facultatea de Filologie a Universitatii "Al.I.Cuza" din Iași, promoția 1965. Este un scriitor botoșănean.
- 1965-1966 - profesor de limba șsi literatura română la Liceul Teoretic din Darabani.
- 1966-1968 - instructor la Centrul Regional al Creației Populare Suceava.
- 1969-1974 - profesor la Liceul Teoretic Saveni.
- 1974-1982 - profesor la Liceul "Electrocontact" Botoșani.
- 1982-1999 - profesor la Liceul "A.T.Laurian" și Liceul Economic Botosani.
- Din 1999 - profesor titular la Colegiul Național "A.T.Laurian" Botosani.
- A colaborat la diverse publicații periodice din Botoșani și din țara cu versuri, articole literare și recenzii: Caiete botoșănene, Amfitrion, Hyperion, Ateneu, Cronica, Convorbiri literare, Contemporanul, România literară, Luceafărul, Tribuna ș.a.
- A condus cenaclul literar al Casei Corpului Didactic și cel al filialei Botoșani a Uniunii Scriitorilor.
- Face parte din colegiul de redacție al revistei de cultură "Hyperion - Caiete botoșănene".
- Este prezent într-o serie de culegeri de versuri și proză apărute pe plan local: "Viori Moldave" (1969), "Mulțumire" (1969), "Timp de lumină" (1972), "Fântâna soarelui" (1975), "Arc de triumf" (1977) și pe plan național: "Peisaj sucevean" (Suceava, 1967), "Gânduri" (Suceava, 1967), "Pe scuturi de aur" (Buzau,1969), "Arc de peste timp" (Bucuresti, 1977), "Lauda patriei" (Bucuresti, 1977).

## Debut
- 1964 la revista "Luceafarul".

## Aparitii editoriale
- "Prin departe și aproape", Iași, Junimea, 1976.
- "Pasărea de iarbă", Botosani, CJCES, 1979.
- "Aceeași lumină", Iași, Junimea, 1980.
- "Ecranul de iarbă", Iași, Junimea, 1986.
- "Zidul de lacrimă", Botoșani, Axa, 2001.

## Premii
- În ianuarie 2000, prin Decret Prezidential i se acordă, pentru contribuția sa deosebită la promovarea operei eminesciene, Brevetul și Medalia comemorativă "150 de ani de la nașterea lui Eminescu".
- Premiul I al Editurii Junimea, pentru debut, 1976.
- Premiul al II-lea la Festivalul Național "Cântarea Romaniei", 1980.